# 山田修作
山田 修作（やまだ しゅうさく、1976年10月27日 - ）は、中京圏を拠点に活動している気象予報士。気象キャスターネットワーク会員。地球温暖化防止コミュニケーター。

## 経歴
愛媛県伊予郡砥部町出身。砥部町立砥部小学校、砥部町立砥部中学校、愛媛県立松山東高等学校、東北大学理学部地理学科を卒業した後、筑波大学大学院環境科学研究科へと進む。大学院では環境科学を専攻した。
愛媛県で18年暮らした後に京都で過ごした。
大学院生の頃にテレビ朝日アスク、東京アナウンスセミナーに通っていた（2期生）。
大学院を修了後、2002年4月に南日本放送 (MBC) に入社
。同期の豊田瑠衣、豊平有香とともに同局のアナウンサーになる。2003年に気象予報士の資格を取得。
2005年3月に南日本放送を退社し、同年4月からフリーランスの気象予報士として活動。前に行っていたアナウンス学校に通う。
同年9月からテレビ朝日 (EX) のウェザーセンターで気象デスクに勤務。情報番組のお天気キャスターが読む原稿を書くのが主で、大雪があったり、台風が来たら番組に少し出演するという仕事であった。自分で喋って伝える仕事がしたいと思っていると、系列の名古屋テレビ放送でお天気キャスターのオーディションがあり応募する。2006年3月に退社。活動拠点を中京圏へと移した。
2006年3月からは、名古屋テレビ放送（メ〜テレ）夕方のニュース番組で気象情報を担当。2011年3月からは朝のニュース番組で気象情報を担当。2022年12月9日から2024年9月25日まで朝の番組内で週1回、約10分間のYouTube生配信に出演していた。
2024年9月21日、岐阜県警察高山警察署の一日警察署長に任命された。

## 人物
- 趣味：トライアスロン[7][24]、自転車[7]、水泳[15]
- 特技：けん玉、楽器は好きで吹くのが得意（弦を弾くのは苦手）[25]
- 免許・資格：珠算５段[1]、暗算６段[1]、けん玉検定2級[26]
- 座右の銘：人生なるようになる、なるようにしかならない[27]。
- 好きなキャラクター：チャーリーブラウン[28][29]。スヌーピーのイベントがあれば足を運んでいる。
- 好きな酒：ビール、芋焼酎、日本酒、白ワイン[4]
- 好きな食べ物:和菓子[30][31]。あんはこしあん派[32]。お好み焼きは広島方式が好み[33]。
- 苦手な食べ物：梅干し[34]、マヨネーズ（ポテトサラダは好きだが、生野菜に付けるのは苦手）[35]
- 好きなプロ野球の球団：阪神タイガースと千葉ロッテマリーンズ。好きな選手はジョニー黒木[36]。
- 好きなブランド：靴はTOMS、オールバーズ。
- 家族：父、母[37]、妹[36]。実家は砥部焼の窯元（白水窯）だった[38][39]。

## エピソード
- アナウンサーに憧れて、クイズ好きになったのは『アメリカ横断ウルトラクイズ』が原点。番組に出たいと思っていた[40]。
- 小学生の時から「アナウンサーになりたい」と漠然とした夢があったが、「テレビに出る人なんて別世界」と思い込んでいた。大学院に進学が決まった頃、高校の同級生がアナウンサーに内定したという話を耳にし、「アナウンサーはそんな遠い世界じゃないんだな、目指してみよう」と考え、大学院に入学すると同時にアナウンス学校に通う。天気の勉強をしていたので、気象予報士の資格を持っていた方がアナウンサーになる上でプラスになると考え、気象予報士の勉強も始めた[15]。
- 南日本放送に在籍していた頃、系列のTBSテレビで新人研修を受け、安住紳一郎アナウンサーから教わった[41]。
- 元は一重まぶただったが、年齢を重ねるにつれ自然と二重まぶたになる[42]。
- メ〜テレ（お天気キャスター）の面接と、『森田一義アワー 笑っていいとも!』のいいとも青年隊の面接が同じ日だったが、現実的に考えてメ〜テレの面接を受けることを選んだ[43]。
- メ〜テレの夕方の番組で1日完全密着や、プライベートについて放送されたことがある[24][43][44]。
- 日焼け対策はしていない[24][45]が、頭皮は守っている[46]。
- 動物は猫派でも犬派でもない[47]。
- 『ドデスカ!』や『ドデスカ＋』の天気コーナーでよく噛んでいる。本人曰く、噛むのは魔法のせいなどとほざいているが、恐らく滑舌が悪いだけである。また、このことでよくドデスカ!大反省会でいじられており、2023年の大反省会は第1位になった[48]。
- 滑舌が悪いだけではなく、稀に意味不明な言葉を発することもある。後述はその一部である。
  - 「三重県です。YEAH!尾鷲の様子でーす。」（2023年ドデスカ!）
  - 「ダウ花粉症じゃない」（2023年ドデスカ!）
  - 「湿気の多いクッキー（空気）」（2024年ドデスカ!）
  - 「ここからは東海3県の天気予報と・・・」（2024年ドデスカ+）
- 2024年の大反省会で「予報です」がとにかく言いたいことが判明した。

## 現在の担当番組

### テレビ番組
- ドデスカ!（メ〜テレ）
- ドデスカ+（メ〜テレ）
- 系列キー局のテレビ朝日『スーパーモーニング』にも予報士として出演していたことがある。

### CM
- TikTokLite（2024年6月 - ）

## 過去の担当番組

### テレビ番組
- ヒルタク。〜お昼のタクちゃん〜（南日本放送） - 水曜担当
- MBCニュース（南日本放送）
- ウォッチ!かごしま（南日本放送） - 月曜・金曜担当
- UP! → アップ! -月曜〜金曜　18時台担当

### ラジオ番組
- みんなでECOライフ（MBCラジオ）
- みなみなサンデー〜竹丸の“ネェさんとヨイッショ”！（MBCラジオ）
- 鹿児島市政スポット（MBCラジオ）
- さきがけお天気塾〜そら行け やまだくん〜（MBCラジオ）
- シャープ ニューライフサウンズ（MBCラジオ）